# Visita medica

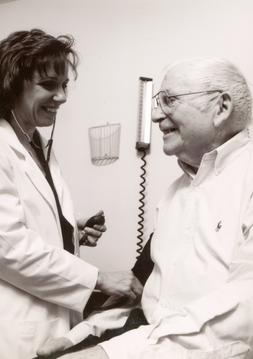
Misurazione della pressione arteriosa

La visita medica è l'insieme di comportamenti e procedure messi in atto dal medico, specialista o medico di famiglia, nel corso dell'incontro con il paziente che ne richiede la consulenza. 
L'accoglienza è parte integrante nella buona riuscita del rapporto medico-paziente: espletate le formalità di presentazione e messo a proprio agio il soggetto, si procede all'individuazione dei sintomi, fase nota come anamnesi familiare, personale, remota e recente. Nel prosieguo della visita il medico passa all'esame obiettivo, che permette di verificare i segni del disturbo lamentato, la raccolta dei dati strumentali (per esempio la pressione arteriosa e l'esecuzione di un ECG, se si tratta di una visita cardiologica).
La fase successiva è quella dedicata all'interpretazione dei dati raccolti dal medico, definita diagnosi. Questa fase è essenziale al paziente per capire la ragione dei disturbi lamentati e per permettergli di porre domande, qualora vi fossero passaggi non chiari nella spiegazione ricevuta. 
A conclusione della visita, se necessario, si passa alla prescrizione della terapia o alla prescrizione di ulteriori indagini. In ciascuna di queste fasi il medico dovrebbe informare adeguatamente e chiaramente il paziente, rassicurarlo, e invitarlo a seguire le indicazioni discusse, mostrando disponibilità a risolvere eventuali dubbi successivi.